# François de Bonne de Lesdiguières
François de Bonne de Lesdiguières [ejtsd: lédigjer] (Saint-Bonnet-en-Champsaur, 1543. április 1. – Valence, 1626. szeptember 28.) herceg, francia királyi főhadparancsnok (connétable).

## Életútja
Jogi pályára készült, de korán a hadseregbe lépett, és protestáns részen küzdött a hugenotta harcokban. 1595-ben IV. Henrik kinevezte Provence helytartójává, 1597-ben pedig, midőn Lesdiguières a szavójai herceget legyőzte, Dazphiné kormányzójává tette. Az 1601-es békéig Lesdiguières volt Franciaország védpajzsa a szavójai fegyverek ellen és ekkor tábornagyi rangot kapott. IV. Henrik halála után Medici Mária hercegi és ipari méltóságra emelte; ezután folyton IV. Henrik megkezdett politikáját folytatta, s míg egyrészt protestáns hitsorsosait a zavargásoktól visszatartotta, addig másrészt, Károly Emánuel szavójai királlyal szövetkezve, a spanyolok ellen harcolt. A jezsuiták 1621-ben áttérítették Lesdiguières-t, aki a következő évben Franciaország connétable-ja lett, és a hugenották elleni hadikészülődések közepette halt meg.